# Esselenia vanduzeei
Esselenia vanduzeei är en insektsart som beskrevs av Morgan Hebard 1920. Esselenia vanduzeei ingår i släktet Esselenia och familjen gräshoppor.

## Underarter
Arten delas in i följande underarter:
- E. v. vanduzeei
- E. v. violae